# Estación Jesús María
Jesús María es una estación de ferrocarril ubicada en la ciudad de Jesús María del departamento Colón, en la Provincia de Córdoba, Argentina.

## Servicios
No presta servicios de pasajeros, sólo de cargas. Sus vías corresponden al Ramal CC del Ferrocarril General Belgrano. Sus vías e instalaciones están a cargo de la empresa estatal Trenes Argentinos Cargas.
Hasta 1993, Jesús María era una de las estaciones donde paraba el tren "El Norteño" que unía Retiro con Salta y Jujuy, vía Rosario, Córdoba y Tucumán. Era uno de los servicios principales del Ferrocarril Belgrano. Desde entonces no corren trenes de pasajeros, aunque han existido proyectos e iniciativas para restaurar algún servicio local que una Jesús María con Córdoba.